# Phòng Thượng viện Hoa Kỳ

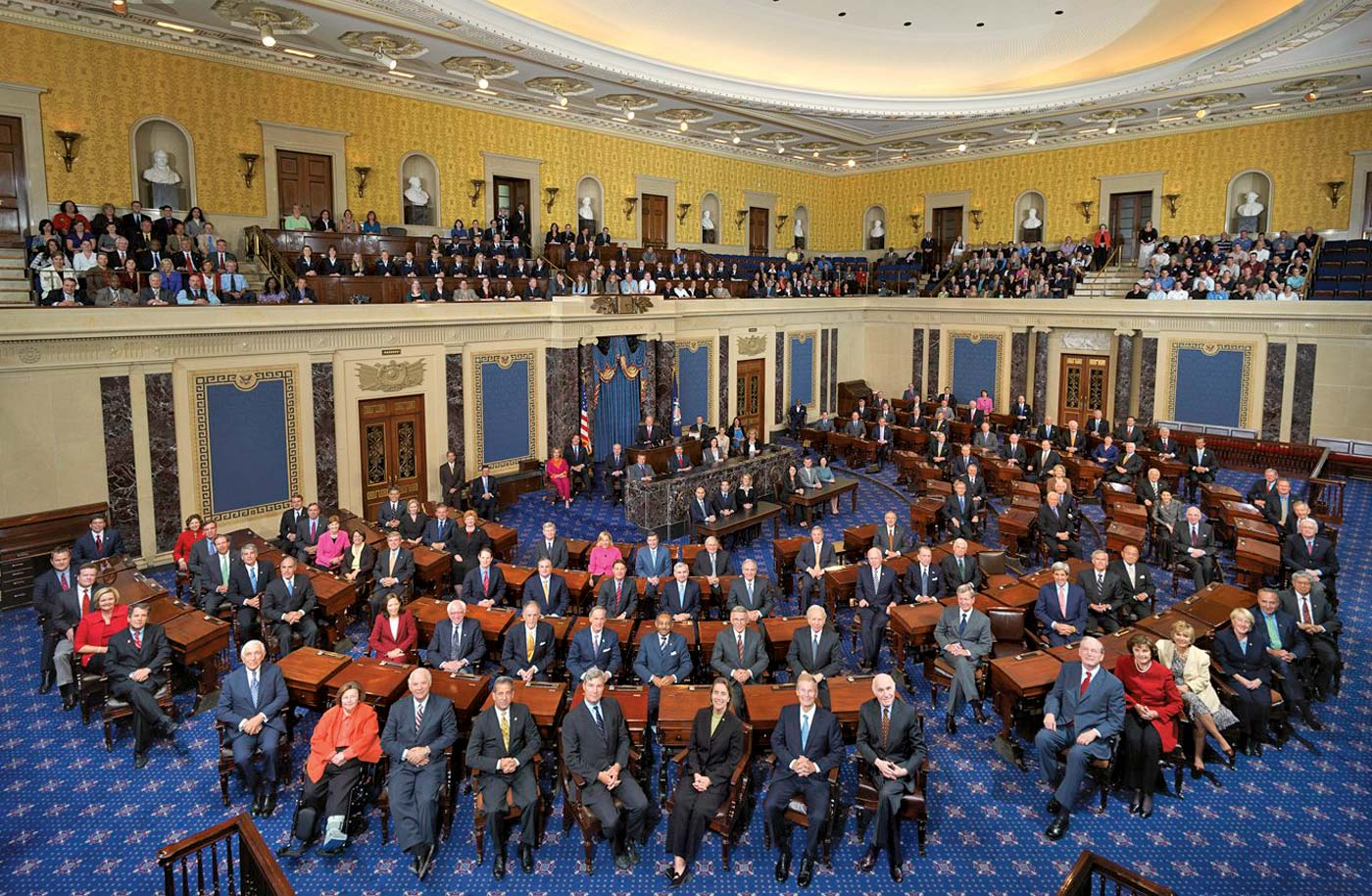
Hình ảnh Phòng Thượng viện tại Quốc hội khóa 111 vào năm 2009.

Phòng Thượng viện Hoa Kỳ (tiếng Anh: United States Senate Chamber) là một căn phòng ở cánh bắc của Điện Capitol Hoa Kỳ, là phòng họp chính thức của Thượng viện Hoa Kỳ. Thượng viện lần đầu tiên họp địa điểm hiện tại vào ngày 4 tháng 1 năm 1859. Trước đó, Thượng viện từng họp tại Hội trường Liên bang, Hội trường Quốc hội và Phòng Thượng viện cũ trong tòa nhà Capitol.
Căn phòng được thiết kế bởi Kiến trúc sư của Điện Capitol lúc bấy giờ là Thomas Ustick Walter. Căn phòng được thiết kế chiếm hai tầng hình chữ nhật với 100 bàn làm việc cá nhân xếp theo hình bán nguyệt, mỗi bàn làm việc cho mỗi Thượng nghị sĩ, đối diện với một bàn làm việc cho chủ tọa và thư ký. Phòng Thượng viện có thể được quan sát từ bốn phía bởi một phòng trưng bày trên tầng hai. Phòng Thượng viện có diện tích 9.040 foot vuông (840 m2).

### Sử dụng sớm

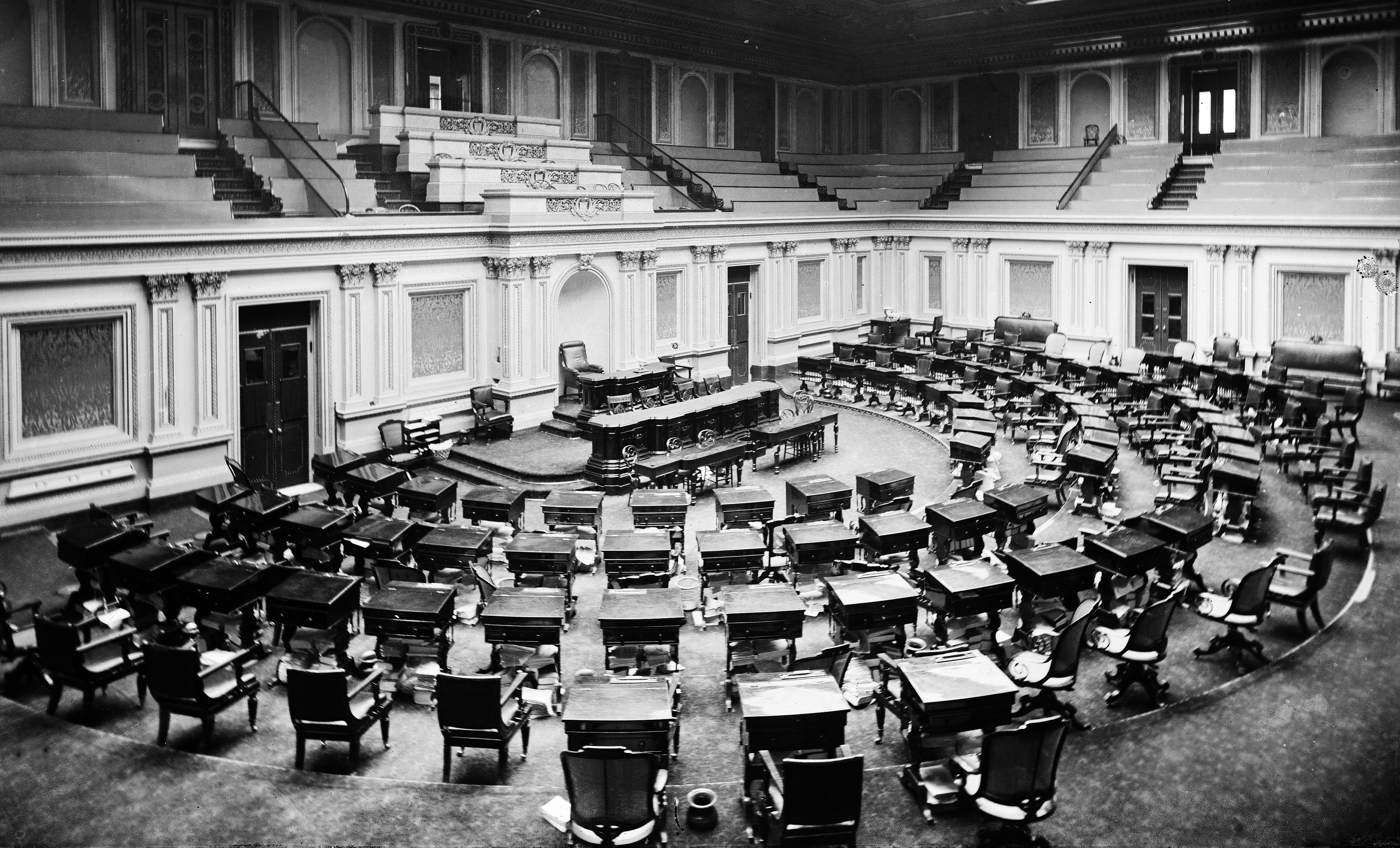
Phòng Thượng viện Hoa Kỳ, khoảng năm 1873.

## Thiết kế hiện đại và sử dụng

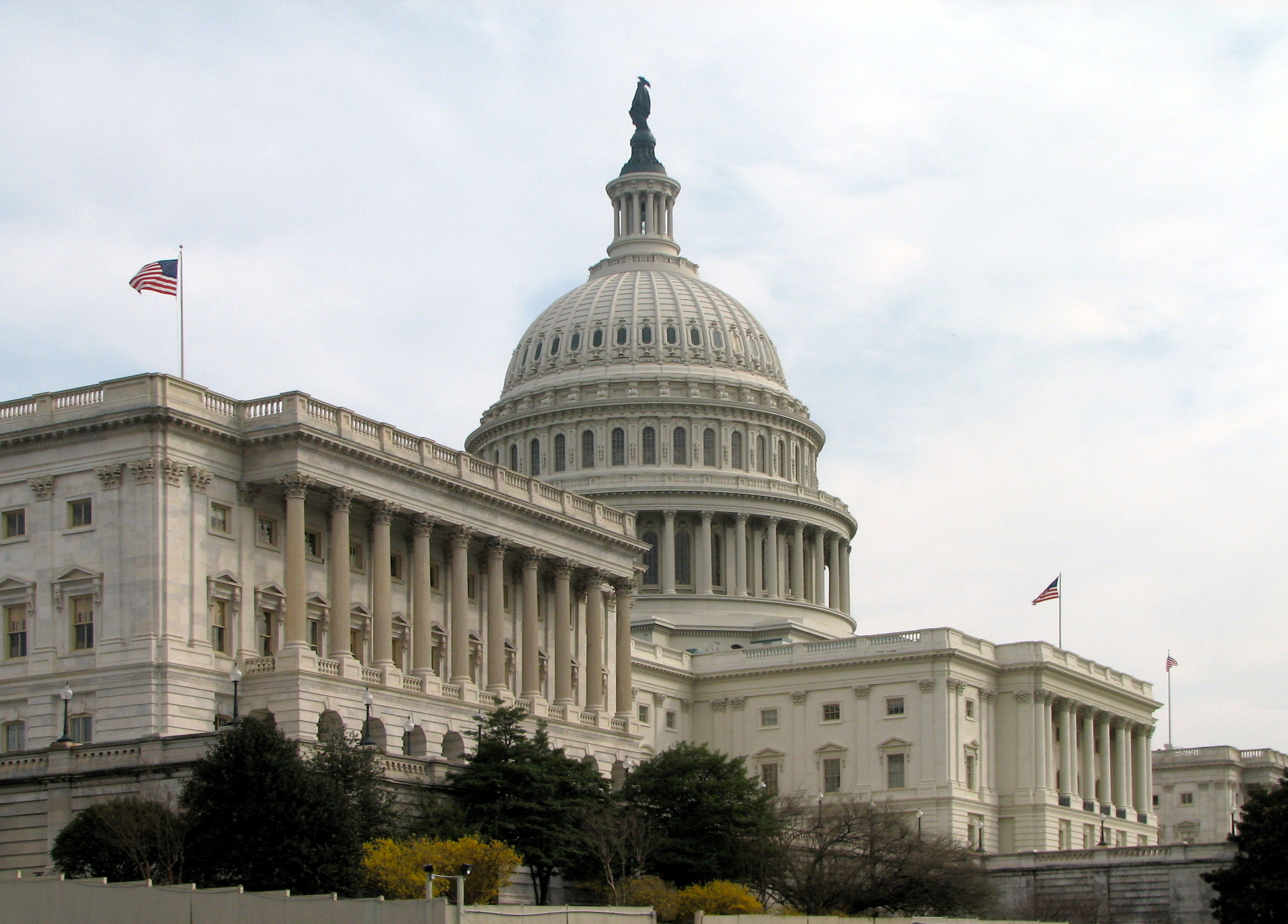
Cánh bắc của Điện Capitol, có Phòng Thượng viện.

### Chụp ảnh trong phòng

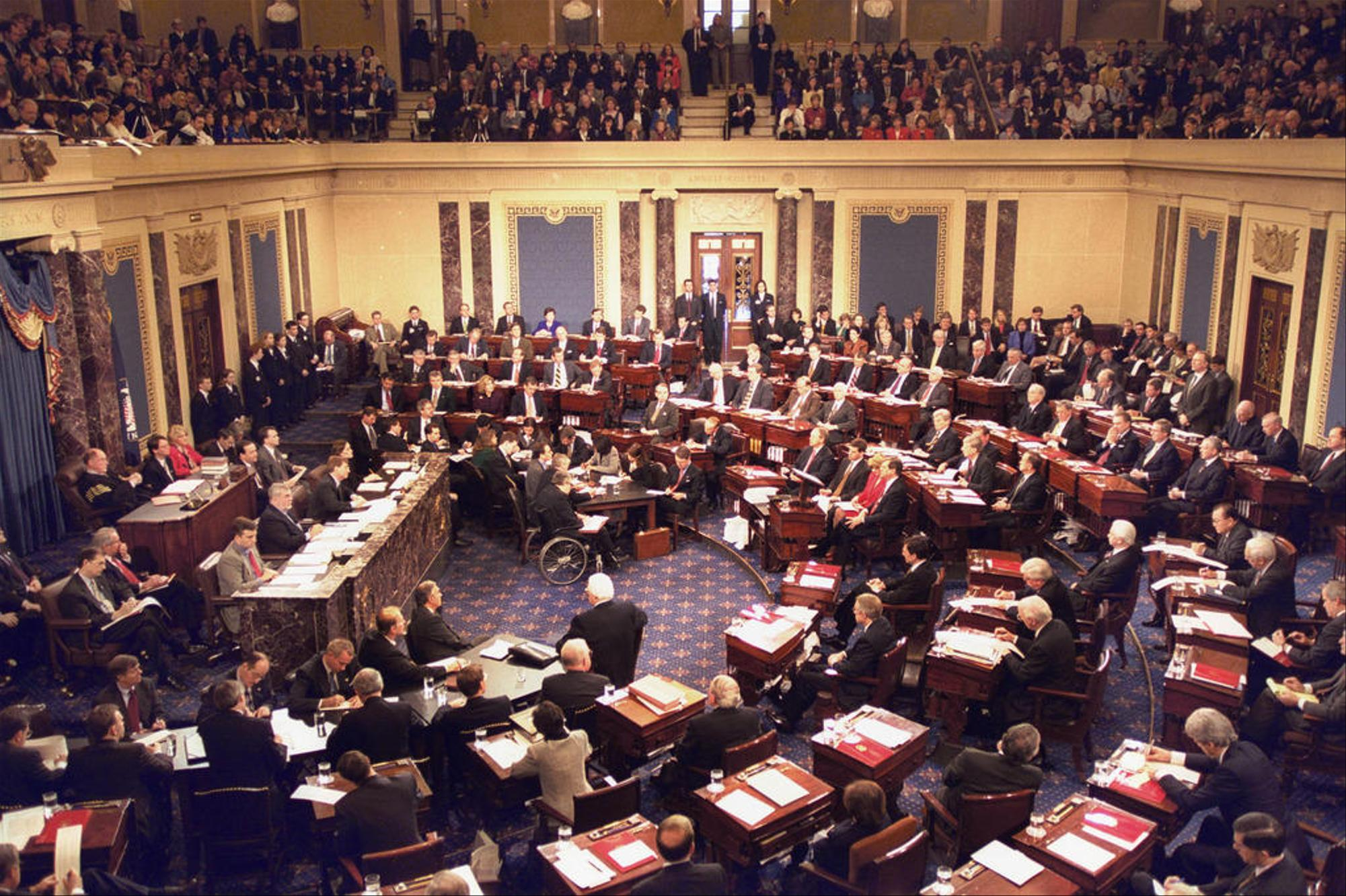
Phiên tòa xét xử Tổng thống Bill Clinton